# La stanza del lupo
La stanza del lupo è un romanzo di formazione italiano pubblicato nel 2018 da Edizioni San Paolo e scritto da Gabriele Clima.

## Trama
Nico è un adolescente come tanti, sta cercando la sua strada e ha la passione per il disegno. Ha però un problema: non riesce a controllare la sua rabbia. E quando le circostanze lo costringono ad affrontare il lupo che, sceso dai boschi circostanti, sembra averlo scelto come sua preda, si accorgerà che la sfida da affrontare è in realtà quella con sé stesso, con la sua parte più profonda e oscura. Accanto a lui Claudia, che lo ama così com'è, Leo, che scambia l'incoscienza per coraggio, suo padre, che cancella i disegni che Nico fa sulle pareti, e Dalì, un prof di arte fuori decisamente dall'ordinario.

## Edizioni straniere
- Клима Габриэле, traduzione di Julia Gimatova, KompasGid, Mosca, Russia, 2019, ISBN 978-5-907178-20-5
- La habitacion del lobo, traduzione di Cesare Gaffuri, Norma Ediciones, Colombia, 2019, ISBN 9789580017042

## Riconoscimenti
Selezione Premio Strega ragazzi e ragazze 2018
Finalista Premio Orbil 2018